# Serie A de 1942–43
O Campeonato Italiano de Futebol de 1942–43, denominada oficialmente de Serie A 1942-1943, foi a 43.ª edição da principal divisão do futebol italiano e a 14.ª edição da Serie A. O campeão foi o Torino que conquistou seu 2.º título na história do Campeonato Italiano. O artilheiro foi Silvio Piola, do Lazio (21 gols).

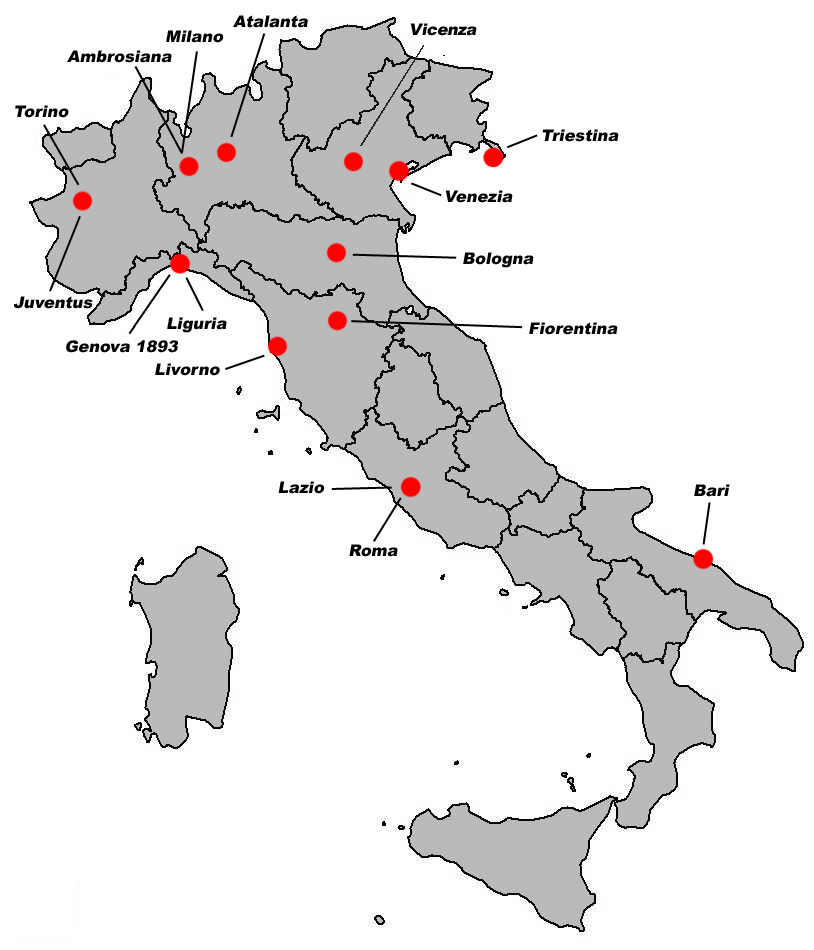
Distribuição das equipes da Serie A 1942–43

## Classificação
| Pos. | Equipes            | Pts | J  | V  | E  | D  | GP | GC | SG  | Classificação ou Rebaixamento                |
| ---- | ------------------ | --- | -- | -- | -- | -- | -- | -- | --- | -------------------------------------------- |
| 1    | Torino             | 44  | 30 | 20 | 4  | 6  | 68 | 31 | 37  | Campeão                                      |
| 2    | Livorno            | 43  | 30 | 18 | 7  | 5  | 52 | 34 | 18  |                                              |
| 3    | Juventus Cisitalia | 37  | 30 | 16 | 5  | 9  | 75 | 55 | 20  |                                              |
| 4    | Ambrosiana-Inter   | 34  | 30 | 15 | 4  | 11 | 53 | 38 | 15  |                                              |
| 5    | Genova 1893        | 33  | 30 | 14 | 5  | 11 | 59 | 53 | 6   |                                              |
| 6    | Bologna            | 29  | 30 | 12 | 5  | 13 | 53 | 39 | 14  |                                              |
| 6    | Fiorentina         | 29  | 30 | 12 | 5  | 13 | 55 | 61 | −6  |                                              |
| 6    | Milano             | 29  | 30 | 10 | 9  | 11 | 39 | 44 | −5  |                                              |
| 9    | Lazio              | 28  | 30 | 10 | 8  | 12 | 56 | 59 | −3  |                                              |
| 9    | Atalanta           | 28  | 30 | 11 | 6  | 13 | 34 | 44 | −10 |                                              |
| 9    | Roma               | 28  | 30 | 12 | 4  | 14 | 36 | 50 | −14 |                                              |
| 12   | Vicenza            | 25  | 30 | 8  | 9  | 13 | 36 | 44 | −8  |                                              |
| 13   | Triestina          | 24  | 30 | 5  | 14 | 11 | 32 | 40 | −8  |                                              |
| 13   | Venezia            | 24  | 30 | 8  | 8  | 14 | 34 | 46 | −12 |                                              |
| 13   | Bari               | 24  | 30 | 7  | 10 | 13 | 24 | 38 | −14 | Zona de rebaixamento à Serie B de 1943–44[a] |
| 16   | Liguria            | 21  | 30 | 7  | 7  | 16 | 36 | 66 | −30 | Zona de rebaixamento à Serie B de 1943–44[a] |

- a. ^ Bari, Triestina e Venezia terminaram o campeonato em igualdade de pontos: os play-offs foram realizados para decidir qual equipe seria rebaixada. O Bari e Liguria foram readmitidos, inicialmente de acordo com o decreto do presidente federal Ridolfi de 2 de julho de 1943,[3] que estabeleceu um campeonato misto AB para a temporada seguinte; no entanto, devido aos acontecimentos da guerra, este campeonato ocorreu, com uma fórmula diferente, apenas em 1945–46.

## Desempate do rebaixamento
| Equipe 1  | Resultado | Equipe 2  |
| --------- | --------- | --------- |
| Bari      | 1 − 1     | Venezia   |
| Triestina | 2 − 0     | Venezia   |
| Bari      | 2 − 3     | Triestina |

O Triestina permaneceu na Serie A. Uma segunda rodada foi necessária e disputada em Bolonha.
| Equipe 1 | Resultado | Equipe 2 |
| -------- | --------- | -------- |
| Bari     | 0 − 3     | Venezia  |

Bari rebaixado para a Serie B

## Premiação
| Serie A de 1942–43          |
| Piemonte                    |
| --------------------------- |
| TORINO Campeão (2.º título) |

## Artilheiros
| Pos. | Jogador             | Equipe           | Gols |
| ---- | ------------------- | ---------------- | ---- |
| 1    | Silvio Piola        | Lazio            | 21   |
| 2    | Guglielmo Trevisan  | Genova 1893      | 19   |
| 3    | Vittorio Sentimenti | Juventus         | 17   |
| 4    | Riza Lushta         | Juventus         | 16   |
| 5    | Amedeo Amadei       | Roma             | 14   |
| 5    | Guglielmo Gabetto   | Torino           | 14   |
| 5    | Giovanni Gaddoni    | Ambrosiana-Inter | 14   |
| 8    | Frane Matošić       | Bologna          | 13   |
| 9    | Pietro Ferraris     | Torino           | 12   |
| 9    | Adriano Gè          | Atalanta         | 12   |
| 9    | Alberto Marchetti   | Vicenza          | 12   |
| 9    | Teresio Piana       | Livorno          | 12   |